# Garnacha blanca

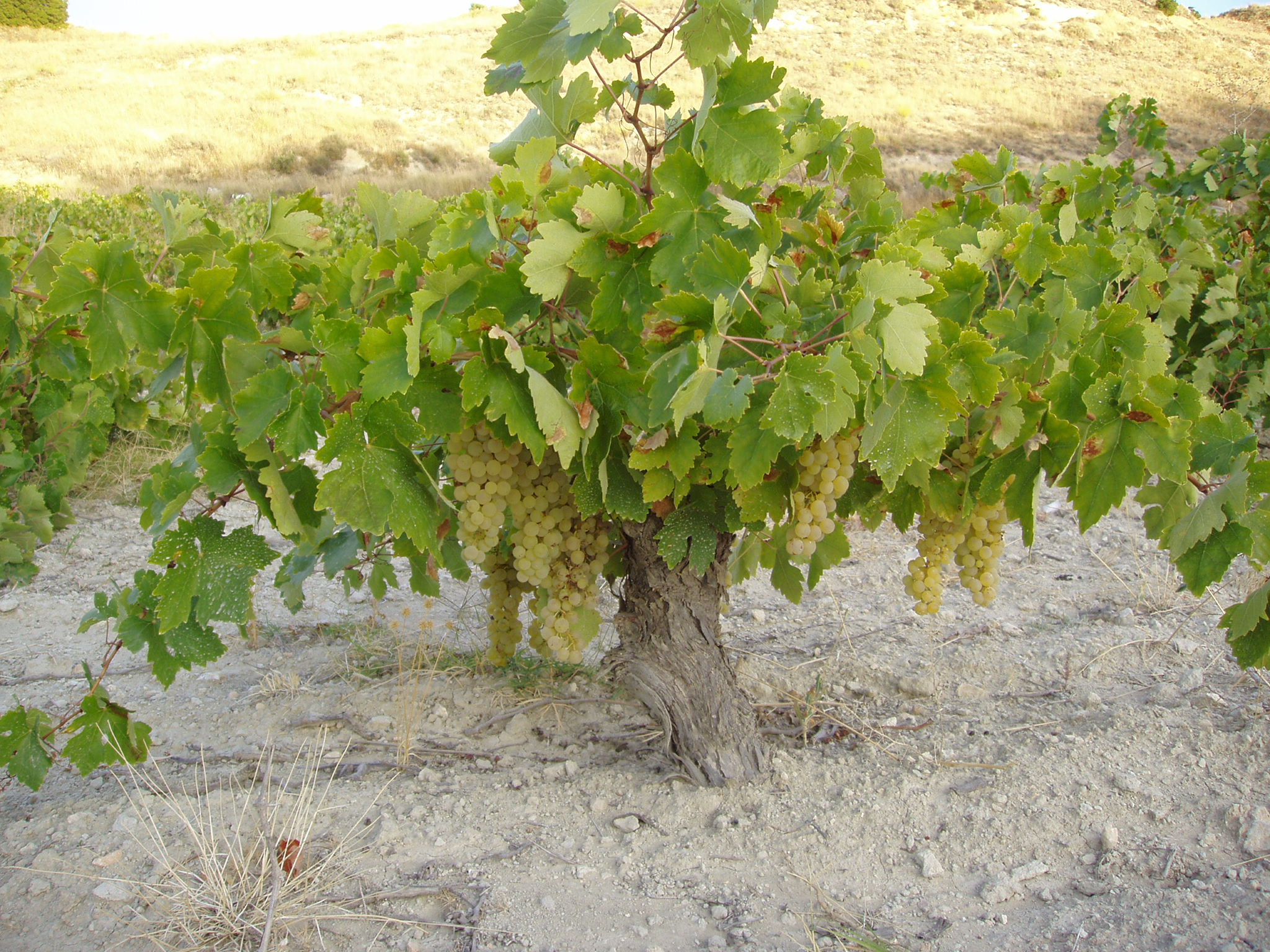
Vite di airén in un vigneto di Carabaña, Comunità di Madrid

La Garnacha blanca o Grenache blanc o Cannonau bianco è una varietà di vitigno a bacca bianca che è correlato al vitigno omonimo a bacca nera.
Si trova per lo più nel Vigneto della Valle del Rodano nel sud della Francia e nel nord-est della Spagna.
Il suo vino è caratterizzato da un alto grado alcolico ed una bassa acidità, con note erbacee e di agrumi.
Dagli anni '80 del secolo scorso, è stato il quinto vitigno a bacca bianca più piantato in Francia dopo l'Ugni blanc, Chardonnay, Sémillon e Sauvignon blanc.
In Italia, i vitigni sono coltivati in Sardegna, nell'Ogliastra settentrionale.